# Avarca

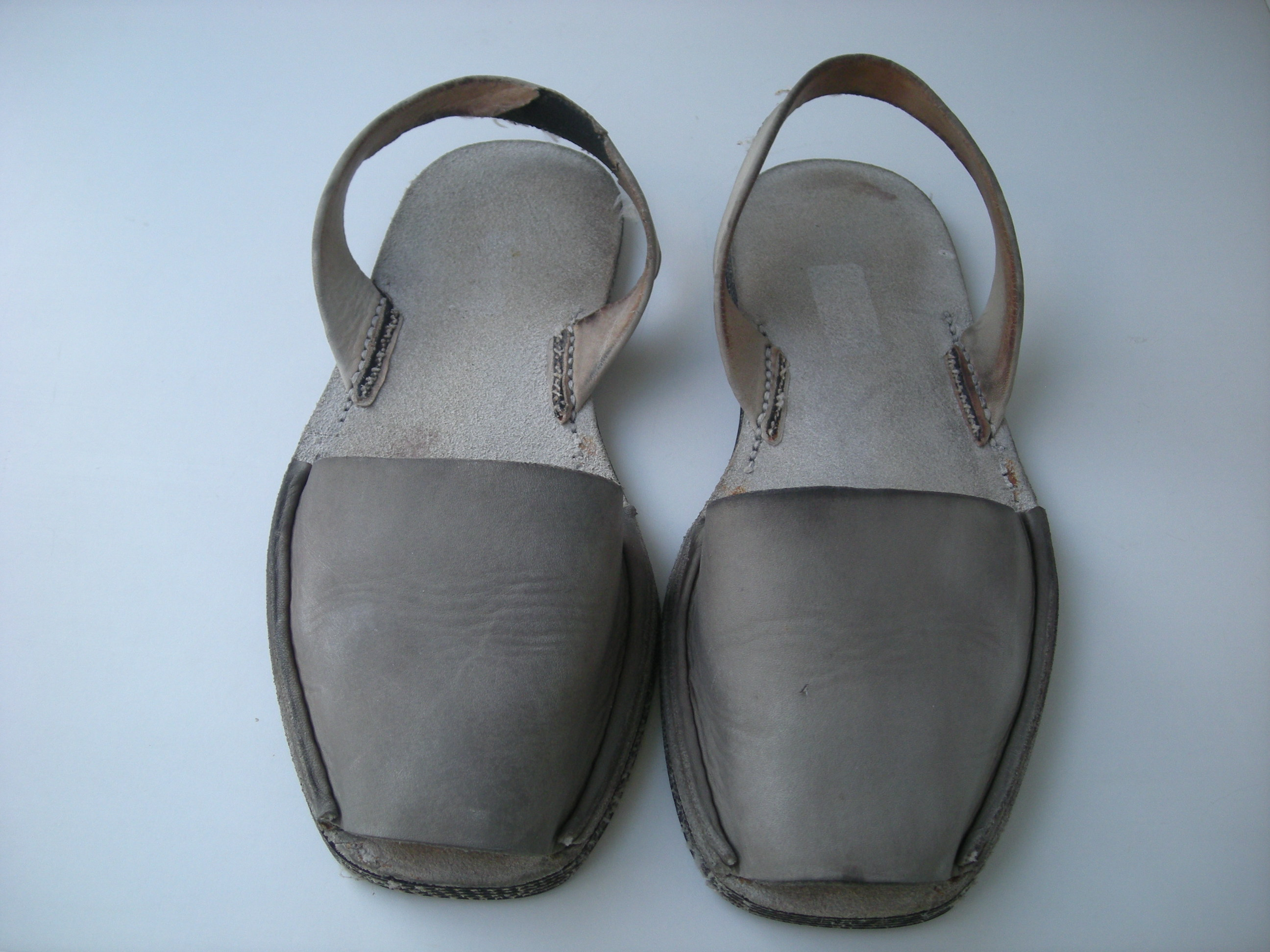
Een paar avarques

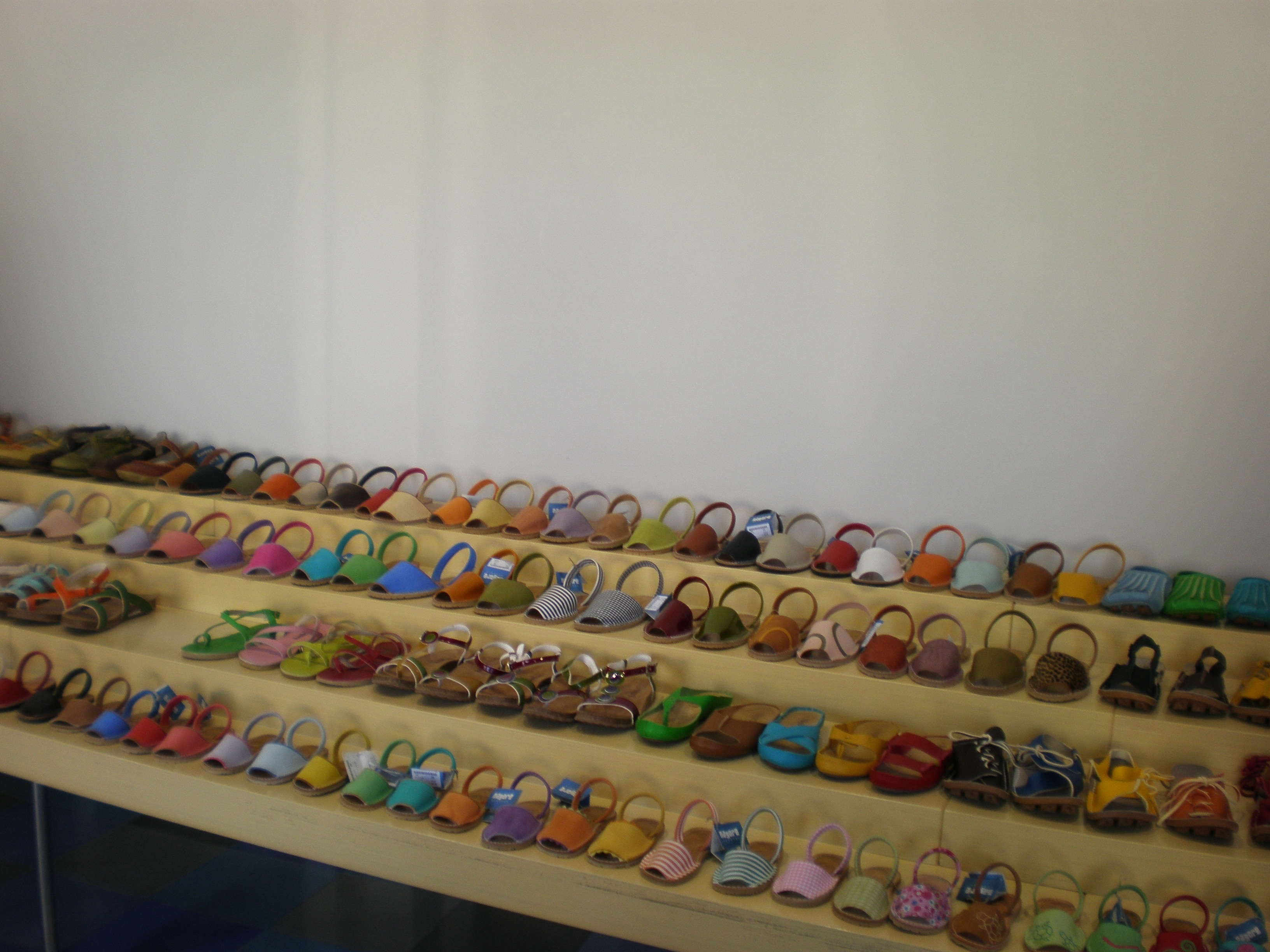
Avarques in een winkel op de Balearen

De avarca (meervoud avarques) een type sandalen die vooral gedragen wordt op de Spaanse eilandengroep de Balearen. 
De zool van de avarca is traditioneel gesneden uit een oude autoband die aan de voet wordt gehouden door een kleine band van zacht leder aan de achterkant. Oude banden worden op de Balearen veelvuldig gedumpt of illegaal verbrand en vormen zo een belasting voor het milieu. Transport naar het vasteland is duur en levert niets op. 
Tegenwoordig worden ze gemaakt met gebruik van een speciale mal die dezelfde vorm geeft. Hierdoor zijn de sandalen veel lichter en tegelijk wel steviger dan het oorspronkelijke autobandschoeisel. 
"Avarca de Menorca" is een beschermd label. Dit label wordt beheerd door de lokale overheid van Menorca en alleen afgegeven aan de oorspronkelijke producenten van deze sandalen. Daarnaast stelt de lokale overheid ook enkele voorwaarden aan de  kwaliteit van de producten en moeten de sandalen op het eiland zelf gemaakt worden om het label te verdienen.
In Nederland staat de avarca ook wel bekend als zapatillas of Menorcaslipper, naar het eiland Menorca.